# Kathrine Aurell
Kathrine Aurell, född Zimmer 29 april 1901 i Stavanger i Norge, död 7 augusti 1986 i Mangskog, Värmland, var en svensk-norsk författare och manusförfattare. Hon var sedan 1926 gift med författaren Tage Aurell.
Makarna Aurell är begravda på Mangskogs kyrkogård.

## Filmmanus
- 1955 – Giftas
- 1956 – Ett dockhem
- 1962 – Nils Holgerssons underbara resa